# Rugó

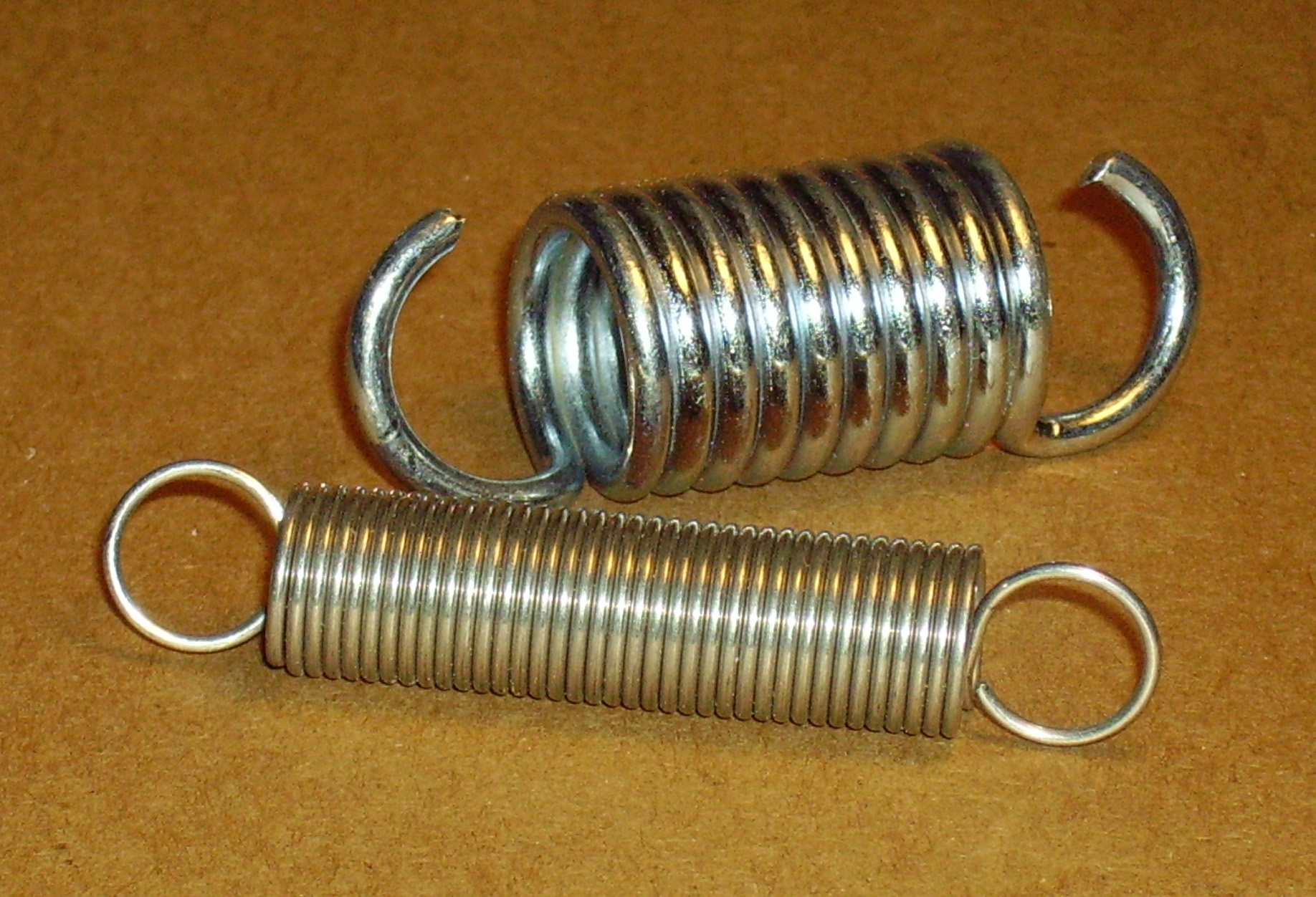
Húzó csavarrugó

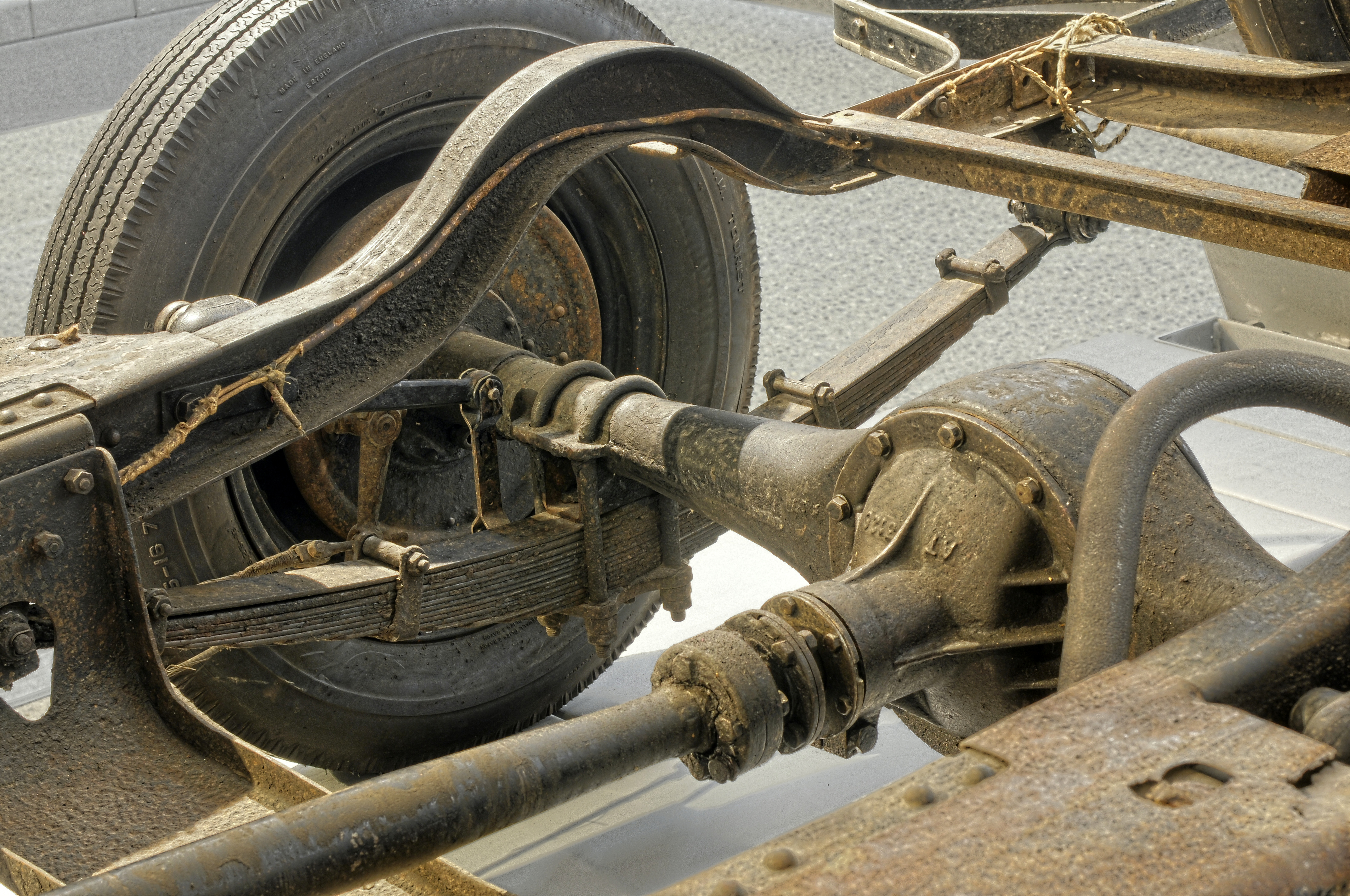
Réteges lemezrugó egy Škoda 422 felfüggesztésében

A rugó olyan gépelem, amelynek rugalmasságát használják ki valamilyen módon a gépekben, szerkezetben. A rugó az egyik legősibb eszköz, melyet az ember feltalált és hasznosított: az íj tulajdonképpen egy speciális célra készített rugó. Az íjász az íj felhúzásakor emberi erővel rugalmas energiát tárol, ami a húr elengedésekor gyorsan felszabadul, és nagy sebességgel kilövi a nyílvesszőt. A rugókat energiatárolásra, egymáshoz képest kis elmozdulásra képes alkatrészek közötti erő vagy nyomaték közel állandó értéken tartására, ütközéseknél fellépő erőhatások tompítására, lengőrendszer kialakítására használják.

## A rugók anyaga
Tulajdonképpen bármilyen rugalmas anyag felhasználható rugó készítésére. Az ókor és középkor idején leggyakrabban fából, kötelekből, bőrből készítettek rugókat. A gépiparban leggyakrabban edzett acélból gyártják, de készülnek más fémekből, gumiból, műanyagokból, és készítenek bonyolultabb szerkezeteket is, melyek rugóként működnek, ilyenek például a légrugók. A fémrugók általában külön erre a célra gyártott rugóacélból készülnek. Az acélt rúddá hengerlik, majd hőkezelik. A kisebb keresztmetszetű acélhuzalt hidegen húzzák, mely művelet során teherbírása megnő. Készítenek fémrugókat sárgarézből és bronzból is.

## Néhány rugófajta

### Lemezrugó
Az egyszerű, hajlításra igénybe vett lemezrugót ritkán használják kis terhelhetősége és rossz anyagkihasználása miatt. A műszeriparban azonban megmutatkozik az az előnye, hogy készíthetők segítségével olyan egyszerű mechanizmusok, melyekben káros súrlódás egyáltalán nem lép fel. Változatos alakú lemezrugókat használ a finommechanika. A kétkarú lemezrugó mindkét végén befogott, téglalap alakú lemez, melyből kettőt párhuzamosan beépítve lehetővé válik, hogy két alkatrész egymáshoz képest párhuzamosan elmozduljon.

### Réteges lemezrugó

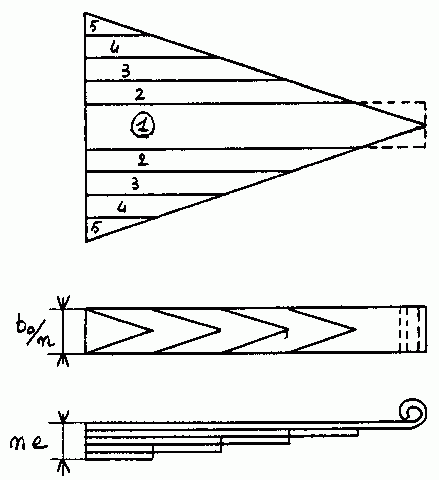
Réteges lemezrugó

A régi lovaskocsikon (hintókon, fiákereken, bricskákon) használt acélrugók hajlításra igénybe vett réteges laprugók voltak, de ez a rugótípus ma is használatos igénytelenebb közlekedési eszközökön: vontatókon, vasúti teherkocsikon. A hajlításra terhelt állandó vastagságú lemezből készült rugó egyenszilárdságú alakja a háromszög, a réteges rugó ezt valósítja meg úgy, hogy a két háromszögből összeállított alakú lemezt csíkokra vágja és kis előfeszítéssel egy kötegbe fogja össze. Az így átalakított rugó tulajdonságai megegyeznek a háromszög alakú lapéval, de helyszükséglete kisebb. A rugó az előfeszítést úgy kapja, hogy a sorban csökkenő hosszúságú lemezek mindig egy kicsit jobban íveltek, így a végeik egymáson fekszenek. Ez a megoldás biztosítja, hogy az egyes rétegek együtt hordják a terhet, de emellett a rugózás során el is csúsznak egymáson, ezzel csillapítva a jármű lengéseit. Tulajdonképpen a réteges laprugók egyesítik a rugó és a lengéscsillapító szerepét. A lemezek egymáson csúszása miatt megfelelően kenni kell a rétegeket.
Ezeket a rugókat egy jobb kovácsműhelyben is elő lehetett állítani, ezért is terjedtek el széles körben. A leghosszabb lap téglalap alakú és végei legtöbbször szemnek vannak kiképezve, amelyen keresztül csatlakozik a kocsiszekrény csapjaihoz. A lemezeket legalább középen egy kengyel fogja össze, de sokszor több kengyelt is alkalmaznak, oldalirányú elmozdulásukat egymásban vezetett hosszanti bordák akadályozzák meg.
Vannak olyan réteges lemezrugók, ahol az egyes lemezek különböző vastagságúak, ilyeneket azonban csak nagy sorozatban érdemes gyártani.

### Spirálrugó

Spirálrugó

A spirálrugó  Arkhimédészi spirális alakban meghajlított kör vagy négyszög keresztmetszetű huzalból készül. Ilyen rugót használnak a mechanikus szerkezetű zseb- és karóráknál. A spirálrugó tengely forgatására szolgál, magának a rugóhuzalnak az igénybevétele hajlítás. A rugó két vége lehet csuklós vagy befogott kapcsolatban az álló résszel, illetve a forgatandó tengellyel. Műszerek részére készített spirálrugók anyaga általában foszforbronz.

### Hengeres forgató csavarrugó
Térbeli csavarvonal alakra hajlított hengeres vagy négyszög keresztmetszetű huzalból készül. A rugó hengeres csapra, vagy hengeres furatba illeszkedése esetén megfelelő sugárirányú hézagot kell biztosítani a rugó mellett. Terheléskor ugyanis átmérője növekszik vagy csökken attól függően, hogy a forgatónyomaték iránya a huzal tekercselésével egy irányba vagy ellenkező irányba deformálja a rugót. Ez a rugó is hajlításra van igénybe véve.

### Hengeres nyomó csavarrugó

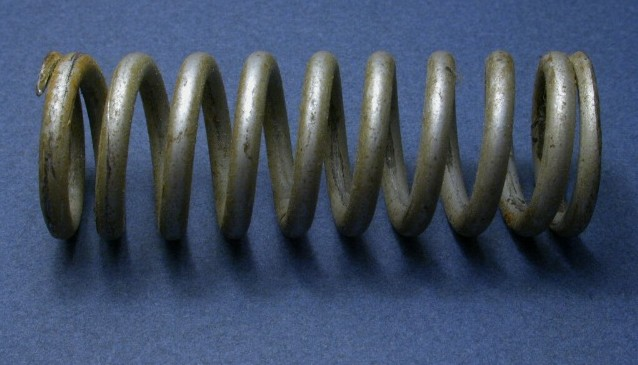
Hengeres csavarrúgó nyomásra

Ez az egyik leggyakrabban alkalmazott rugó. A térbeli csavarvonal menetemelkedését általában úgy választják meg, hogy a teljes összenyomottság állapotában, tehát amikor a menetek egymáson felfekszenek, se törjön el a rugó. Legtöbbször a rugó két végén egy-egy fél vagy háromnegyed menetet összenyomnak, nem működő menetté alakítják, és a két végét síkba köszörülik, hogy jobb felfekvést biztosítsanak. A nagyon hosszú nyomott csavarrugóknál gondoskodni kell arról, hogy ne következzék be a rugó kihajlása. Ez ellen vagy a rugó méreteinek megfelelő megválasztásával, vagy a rugó megvezetésével lehet védekezni.
A rugókat általában csak nyomásra szokták terhelni, de hossztengelyére merőleges elmozdulásra is erővel válaszol. Ez a terhelés csak ritkábban fordul elő, például ipari ventilátorok rezgésszigetelésekor. Ennél a megoldásnál a ventilátort a hozzátartozó motorral együtt olyan közös gépkeretre szerelik, amely 4-6 függőleges tengelyű rugón áll. A berendezés minden irányban kismértékben el képes mozdulni. Az így kialakuló lengőrendszer megfelelő méretezésével elérhető, hogy a rezgések amplitúdója kis értéken maradjon.
A hengeres csavarrugó legtöbbször kör keresztmetszetű huzaljának igénybevétele csavarás.

### Hengeres húzott csavarrugó
A húzott csavarrúgó menetei terheletlen állapotban egymáson fekszenek a méretek csökkentése céljából. A rugóvégeket változatos horgokkal alakítják ki a húzóerő felvételére. Esetleg a rugóvéget a rugó menetemelkedésének és átmérőjének megfelelő csavarmenetű orsóra csavarják fel. Létezik olyan megoldás is, melynél a rugó két végét kúposra alakítják ki, és ugyancsak kúpos toldalékkal ellátott horogra illeszkedik. Kisméretű járműveknél gyakran alkalmazzák tengelyként (torziós rúd).

### Tányérrugó

Sorba kapcsolt tányérrugók

Sorba és párhuzamosan kapcsolt tányérrugók

A tányérrugók vagy Belleville-rugók csonka kúp alakúra sajtolt és edzett lemezekből állnak. Ezek a rugóelemek nagyon merevek, ezért több elem megfelelő összeépítésével állítják be a rugó keménységét. A rugóoszlopot általában a belső nyílásuknál fogva vezetőcsapra fűzik fel vagy hengeres házba építik, ahol a megvezetés az elemek kerületén valósul meg. Terhelés alatt a párhuzamosan kapcsolt elemek egymáson elcsúsznak, jelentős súrlódást okozva. Az elemek alakja terhelés alatt jelentős alakváltozást szenved, ezért a rugóoszlop karakterisztikája nemlineáris, a súrlódás miatt pedig jól észlelhető mechanikai hiszterézis jelentkezik, vagyis a felterhelés és leterhelés jelleggörbéje különbözik. Emiatt a tányérrugók alkalmazása olyan helyen különösen célszerű, ahol energiaelnyelésre is szükség van, az ilyen rugóoszlop jó lökésabszorberként (ütközőként) működik.

### Gumirugók
Gumirugókat általában két acélcső vagy két acéltárcsa közé vulkanizálnak. Az acélelemek biztosítják a csatlakozást a gépek, szerkezetek többi részéhez. A gumirugókat nyírásra, nyomásra vagy csavarásra terhelik. A gumirugók előnye, hogy az anyag belső csillapítása nagy, így nagyobb frekvenciájú rezgések és zaj ellen is jól szigetelnek. Közismert példája a gumirugók alkalmazásának a motor felerősítése a gépkocsi alvázához vagy önhordó karosszériájához, de a szerszámgépeket is gyakran gumirugókra szerelik rezgésszigetelés céljából.

### Légrugó

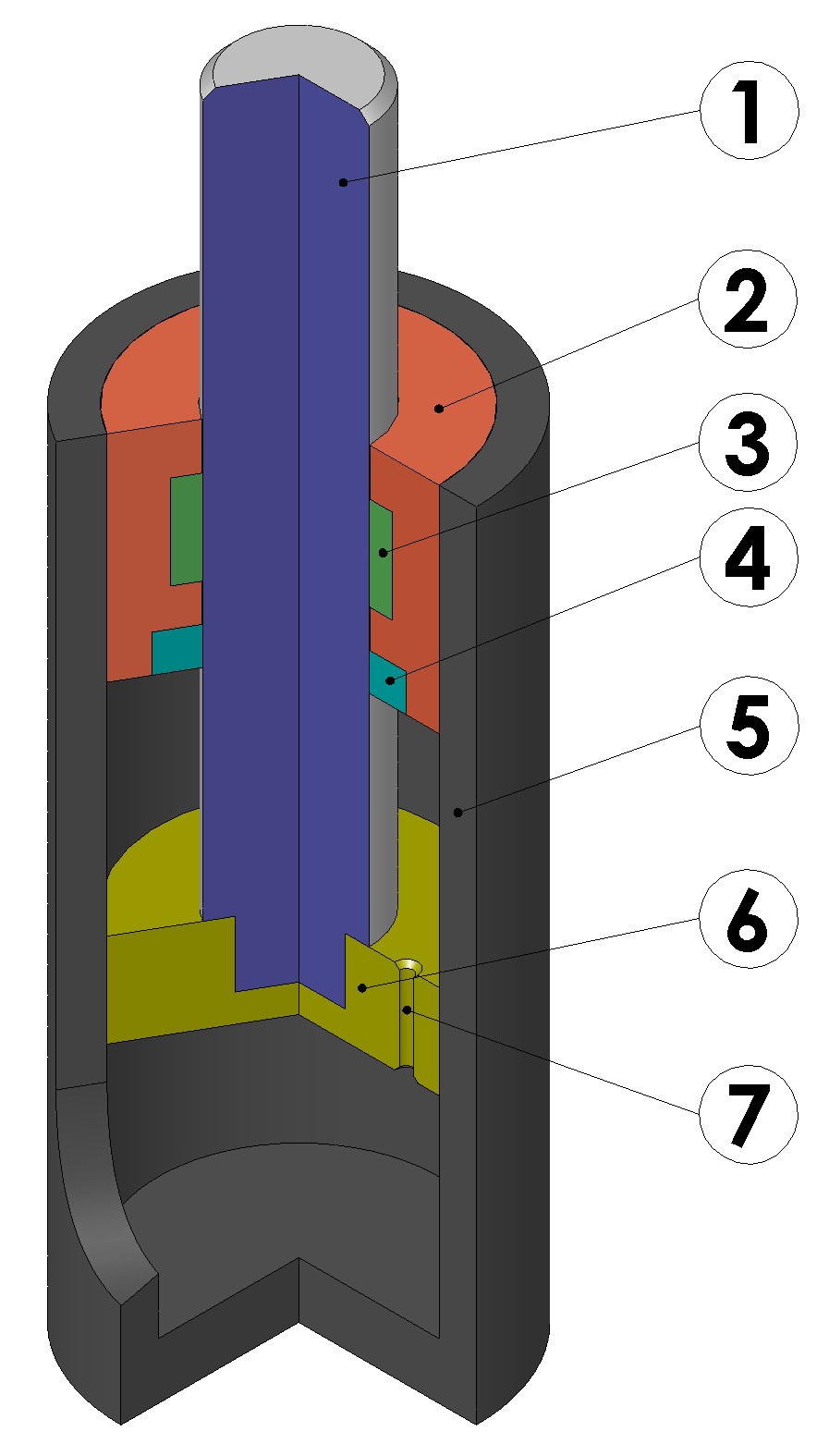
Gázrugó vázlata

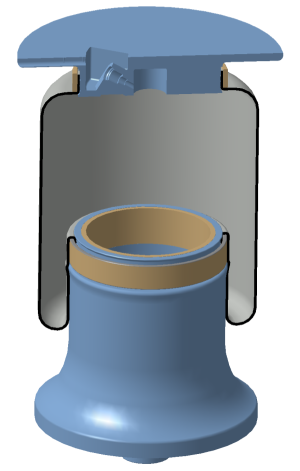
Gördülőmembrános légrugó

A légrugók az eddigieknél összetettebb szerkezetek. Lényegében vagy egy zárt hengerben mozgó tömített dugattyú által összenyomott levegő vagy más gáz rugalmasságán alapul működésük. Dugattyú helyett sokszor membránt használnak. A légrugót több előnye miatt használják a járműiparban annak ellenére, hogy a többi rugóhoz képest bonyolultabb és költségesebb megoldás. Egyik előnye, hogy egy a sűrített levegőt szolgáltató kompresszorral szabályozható, illetve vezérelhető a kocsiszekrény magassága. Kiküszöbölhető az autóbuszoknál fellépő, különösen kellemetlen jelenség, hogy éles kanyarokban a kocsiszekrény kifelé billen a centrifugális erő hatására. Megfelelő szelepek segítségével a légrugó önműködően tartani tudja a kocsiszekrény vízszintes helyzetét. Fel- és leszálláshoz a kocsiszekrény leereszthető. A rugózott jármű lengőrendszert képez, ennek sajátfrekvenciája szoros összefüggésben van az utasok kényelmével. Hagyományos rugózás esetén azonban a kocsi sajátfrekvenciáját nem lehet állandó értéken tartani, mert a teher nagysága vagy az utasok száma a kocsi össztömegét változtatja. A gördülőmembrános légrugókat úgy lehet kialakítani, hogy a rugó keménysége a terheléssel (azaz a kocsi súlyával és így tömegével) arányosan változzon, vagyis karakterisztikáját tetszőlegesen lehet alakítani.
Közismert a légrugó alkalmazása irodai forgószékekben.

## Mechanikai jellemzők

Rugókarakterisztikák
1 - progresszív
2 - lineáris
3 - degresszív
4 - közel állandó
5 - szakaszosan progresszív

Tányérrugó jelleggörbéje a h/v függvényében. F_{0} a síkká deformáláshoz szükséges erő

A húzó-nyomó vagy nyírásra terhelhető fémrugók többségében a fellépő {\displaystyle F\,} erő arányos az {\displaystyle s\,} elmozdulással:
{\displaystyle F=k\cdot s\,}
A {\displaystyle k\,} arányossági tényezőt rugómerevségnek nevezik.
Csavaró rugónál a fentiekkel analóg módon a {\displaystyle \varphi \,} szögelfordulással arányos a fellépő {\displaystyle M\,} nyomatékkal:
{\displaystyle M=k\cdot \varphi \,}
A rugómerevség reciproka a {\displaystyle c\,} rugóállandó:
{\displaystyle c={\frac {1}{k}}={\frac {s}{F}}}.
Az ilyen rugók jelleggörbéje az elmozdulás-erő diagramban egyenes, melynek iránytangense a rugómerevség.
Az {\displaystyle f_{max}\,} értékkel összenyomott rugóban felhalmozott munka:
{\displaystyle L=\int \limits _{0}^{s_{max}}F\cdot ds=\int \limits _{0}^{s_{max}}k\cdot s\cdot ds}
Lineáris karakterisztikájú rugó esetén:
{\displaystyle L={\frac {s_{max}^{2}}{2\cdot c}}={\frac {F_{max}^{2}}{2\cdot k}}}.
Szemléletesen fogalmazva: az összenyomott rugó potenciális energiája arányos a jelleggörbe alatti területtel.
Nem minden rugó jelleggörbéje lineáris. A nyomott gumirugók terhelés alatt nemcsak összenyomódnak, hanem ki is hasasodnak, ezért felkeményednek. Az ilyen rugók diagramja az elmozdulással egyre meredekebb lesz, progresszív a karakterisztikájuk. Vannak olyan rugók, melyeknél a karakterisztika degresszív, vagyis egyre lágyul. Több olyan alkalmazás van, ahol célszerű a rugóerő értékét nagyjából azonos értéken tartani függetlenül a deformáció nagyságától. A tányérrugók rugódiagramja is erősen eltér az egyenestől, kezdetben progresszív, majd degresszívbe csap át. Bizonyos méretek esetén az is előfordul, hogy egy bizonyos alakváltozás után a jelleggörbe iránytangense negatívba csap át egy tartományban. Ezeken a szakaszokon a rugó nem képes stabil helyzetet felvenni, hanem átugrik egy újabb progresszív részre. A kúpos nyomó csavarrugó jelleggörbéje progresszív, mivel a nagyobb átmérőjű menetek hamarább összeérnek és így kiesnek a további működésből. Hasonló hatást lehet elérni olyan hengeres csavarrugóval is, amelynek menetemelkedése fokozatosan csökken.

## Rugócsoportok

Párhuzamosan kapcsolt rugók

Sorba kapcsolt rugók

Több rugó összekapcsolásával sokféle teherbírású és rugómerevségű csoport alkotható. Az egymás után kapcsolt rugók (soros rugócsoport) terhelhetőségét a leggyengébb rugó szabja meg, mivel minden egyes rugóban azonos erő ébred. Megnyúlásuk viszont összeadódik, ezért a következő egyenletek írhatók:
{\displaystyle s_{1,2}=s_{1}+s_{2}\,},
és
{\displaystyle F=s_{1,2}\cdot k_{1,2}=s_{1}\cdot k_{1}=s_{2}\cdot k_{2}\ }
Így a csoport eredő {\displaystyle k_{1,2}\,} rugómerevségére igaz, hogy:
{\displaystyle {\frac {1}{k_{1,2}}}={\frac {1}{k_{1}}}+{\frac {1}{k_{2}}}}
A párhuzamosan kapcsolt rugócsoport elmozdulása közös, az egyes rugókban ébredő erők viszont összeadódnak:
{\displaystyle F_{1,2}=F_{1}+F_{2}\,},
vagy
{\displaystyle s\cdot k_{1,2}=s\cdot k_{1}+s\cdot k_{2}},
vagyis a párhuzamosan kapcsolt rugócsoport eredő rugómerevsége:
{\displaystyle k_{1,2}=k_{1}+k_{2}\,}.
A jelleggörbék ábráján látható 5. megtört karakterisztika olyan rugócsoporttal érhető el, melyek párhuzamosan vannak kapcsolva, de az egyik rugó rövidebb a másiknál, így csak egy meghatározott deformáció után kapcsolódik be működése, ekkor az eredő merevség megnő.